# Яковлєва Ольга Володимирівна
Ольга Володимирівна Яковлєва (15 червня 1986, Вологда, РРФСР, СРСР — 8 серпня 2010, Южне, Одеська область, Україна) — російська баскетболістка, яка виступала в амплуа центрова. Дворазовий володар срібних нагород Універсіади. Майстер спорту Росії міжнародного класу.

## Життєпис
Ольга Яковлєва народилася в багатодітній родині, мала 3 братів і 2 сестер. Вже з шостого класу вона звернула увагу тренерів на себе своїм зростом. У 14 років Олю запросили в команду «Вологда-Чеваката» (Вологда), тут вона зіграла перші матчі на дорослому рівні. У 2004 році стала Чемпіонкою Європи з баскетболу серед юніорок, відігравши всі 8 ігор. На молодіжному чемпіонаті світу в Тунісі (2005) вона разом з командою увійшла в четвірку кращих команд, «зоряним часом» для Ольги стала чвертьфінальна гра зі збірною Іспанії (79:62), де завдяки її відмінній грі (15 очок, 9 підбирань, 3 передачі) збірна Росії вийшла у півфінал. 2006 року Ольгу номінували на щорічну премію за досягнення в галузі російського баскетболу «Золотий кошик-2005» в категорії «Краща молода баскетболістка Росії».
Починаючи з сезону 2005/06 Яковлєва стає основною баскетболісткою Вологодської команди, з якою два роки поспіль доходила до 1/4 фіналу в кубку Європи. У складі університетської збірної Оля стала срібним призером Універсіади — 2007 в Таїланді. Тим більш несподіваним став її відхід до команди-аутсайдера — пітерського «Спартака». У Санкт-Петербурзі вона була лідером команди, набирала найбільше очок, найбільше часу проводила на майданчику. У 2009 році вона знову повернулася у Вологду по перемоги, попутно знову ставши срібним призером на Універсіаді - 2009 в Сербії. В останньому сезоні (2009/10) Ольга провела з командою всі 23 гри Чемпіонату Росії (31 хвилина в середньому — 2-й показник у команді), набравши при цьому 10 очок в середньому за матч.
Оля була найбільш талановитою молодою центровою в Росії, кандидатом до збірної Росії. Багато фахівців пророкували, що вона прийде на зміну Марії Степановій.
Трагедія трапилася 8 серпня 2010 року на навчальних зборах команди «Вологда-Чеваката» в українському місті Южне. Оля після тренування пішла в басейн, вона пірнула і попливла. Допливши до драбини, вона підняла руки, по тілу пішли судоми, і Оля пішла під воду. Рятувальники витягли її на бортик і стали приводити до тями, через п'ять хвилин приїхали лікарі «швидкої допомоги», але врятувати Яковлєву не вдалося. Розтин показав, що в легенях баскетболістки була вода, в цілому ж її організм був абсолютно здоровим. Причиною смерті став серцевий напад. Похорон відбувся 12 серпня 2010 року в селищі Кувшиново, де поховані батьки Ольги. На громадянське прощання прийшли рідні та близькі Ольги, її одноклубниці, вболівальники команди. Вшанувати пам'ять спортсменки приїхали і футболісти з клубу «Динамо».

## Досягнення
- Чемпіон Європи з баскетболу серед дівчат (до 18 років) : 2004
- Срібний призер Універсіади[ru]: 2007, 2009
- Чвертьфіналіст Кубка Європи ФІБА : 2006, 2007.